# Liste der Äbte des Schottenklosters St. Jakob (Regensburg)
Die Liste der Äbte des Schottenklosters St. Jakob enthält alle Äbte und Vorsteher des ehemaligen Schottenklosters St. Jakob in Regensburg, das 1862 aufgelöst wurde. 

## Irische Äbte von Sankt Jakob
- Dominus: 1121–1133 (?)
- Dermitius: 1133 (?)
- Christian: 1148
- Gregor: 1156, 1185
- Patricius: 1194
- Gregor: 1204
- Matthäus: 1212, 1213, 1215
- Michael: 1215
- Gregor: 1216
- Jakob: 1225, 1232
- Gelasius: 1260
- Albert: 1260
- Matthäus: 1265, 1269
- Otto: 1273
- Dirmitius: 1279
- Mathäus: 1279
- Macrobius: 1279–1293
- Matthäus: 1293
- Mauritius: 1294–1295
- Marinus: 1296
- Donatus: 1298, 1303
- Johannes: 1306, 1311
- Jakobus: 1312
- Nikolaus: 1315
- Johannes: 1315–1323
- Nikolaus: 1326
- Philipp: 1327
- Nikolaus: 1328–1332
- Johann: 1334–1343
- Matthäus: 1334
- Johann: 1335, 1336
- Matthäus: 1337
- Johann: 1337–1343
- Matthäus: 1343
- Guilbert: 1347
- Nikolaus: 1347–1354
- Matthäus: 1356/57
- Eugen: 1358–1369
- Matthäus: 1370–1382
- Gelasius: 1383–1384
- Matthäus: 1384–1396
- Philipp: 1396–1401
- Philipp: 1401–1418
- Donatus: 1418–1430
- Cormacus: 1431–1437
- Alanus: 1438–1442
- Benedikt Macknamyn: 1442–1444
- Carl: 1444–1446
- Mauritius: 1446–1453
- Thaddäus: 1453–1457
- Otto: 1457–1464
- Johannes: 1464–1479
- Matthäus: 1479–1484
- David: 1484–1498
- Walter Knowt: 1498–1515

## Schottische Klostervorsteher von Sankt Jakob
- Abt Johannes Thomson: 1515–1522
- Abt Andreas Ruthven: 1522–1525
- Abt David Cumming: 1525–1548
- Abt Alexander Bog: 1548–1556
- Abt Balthasar Dawson: 1556–1566
- Abt Thomas Anderson: 1567–1576
- Abt Ninian Winzet: 1577–1592
- Abt Johannes Jakob Whyte: 1592–1623
- Abt Benedikt Algeo: 1623–1630
- Administrator Alexander Armour: 1629/30–1632
- Administrator Hugh Wallace: 1633–1634
- Administrator Alexander Baillie: 1634–1636
- Administrator Silvanus Main: 1636–1639
- Administrator Johannes Audomar Asloan: 1639
- Abt Alexander Baillie: 1640–1655
- Abt Macarius Chambers (Chalmers): 1655–1668
- Administration: 1668–1672
- Abt Placidus Fleming: 1672–1720
- Abt Maurus Stuart: 1720
- Abt Bernhard Baillie: 1721–1743
- Abt Bernard Stuart: 1743–1755
- Abt Gallus Leith: 1756–1775
- Abt Benedikt Arbuthnot: 1776–1820
- Prior Benedikt Deasson: 1820–1839
- Prior Marianus Graham: 1839–1844
- Prior Benedikt Deasson: 1844–1855
- Prior Anselm Robertson: 1855–1862